# František Cajthaml
František Cajthaml (30. března 1868, Suchomasty – 3. května 1936, Bystřany) byl český úředník, spisovatel, básník, kronikář a dělnický aktivista.

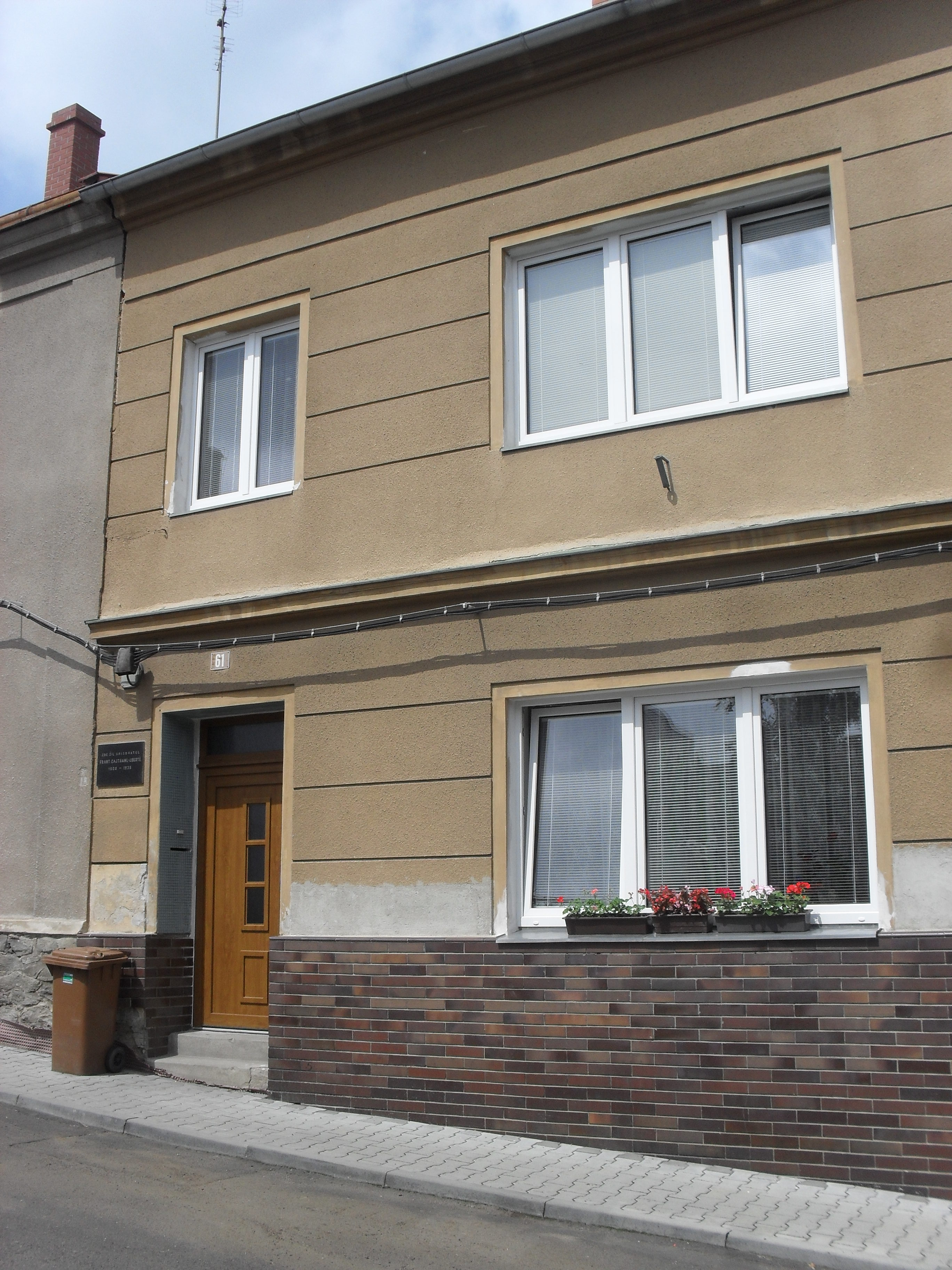
V tomto Bystřanském domě Cajthaml strávil konec života

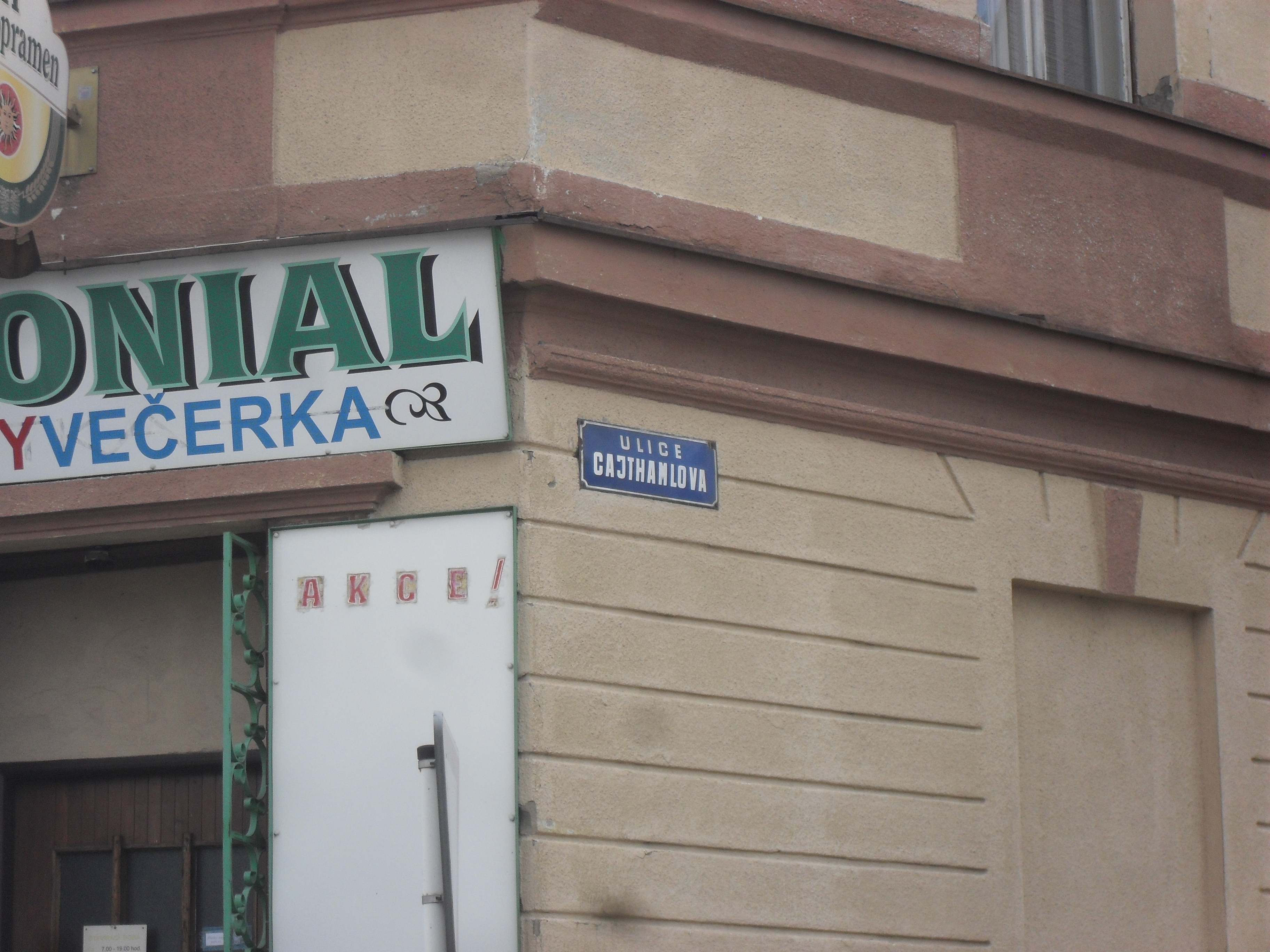
Cajthamlova ulice v Bystřanech

## Život
Narodil se v rodině domkáře Josefa Zeithammla a Anny Zeithammlové-Barsové. Měl čtyři sourozence: Antonína (1870–1870), Marii (1871), Václava (1874–1874) a Václava (1875).
Vyučil se krejčím a odešel do severních Čech, kde pracoval jako krejčovský dělník. Od roku 1899 pracoval jako úředník, později jako ředitel Okresní nemocenské pokladny v Teplicích-Šanově.
Byl literárně i politicky činný, věnoval se především dělnickému hnutí a byl hlavním spolupracovníkem časopisu Severočeský dělník. Psal verše, povídky a shromažďoval cenné dokumenty a památky z počátku dělnického hnutí. Byl také vynikajícím kronikářem.
Roku 1921 vystoupil z římskokatolické církve. Po jeho smrti r. 1937 postavila obec Suchomasty svému rodáku v parku památník a uložila do něho urnu s jeho popelem. Ke stému výročí narození byla na jeho rodném domě odhalena pamětní deska a o jeho životě a díle byla k tomuto výročí vydána publikace. V Bystřanech byla po něm pojmenována ulice.

## Pseudonymy
František Cajthaml-Liberté, František Berounský, František Borecký, V. L. Liberté (Vive la liberté). Tento poslední pseudonym používali ale i jiní spisovatelé, například Leopold Kochman, Antonín Svoboda nebo Jarmil Krecar.

## Dílo

### Básně
- Ohlas: společenský zpěvník dělnický – Brno, s. n., 1893
- Verše o práci: vážné i žertovné básně, písně a popěvky dělnické – Praha: František Bačkovský, 1894
- Hlasy massy: dělnické básně a písně – Teplice: Karel Martinovský, 1896
- Pod mamonem: dělnické básně a písně – Teplice: Jan Trejbal, 1896
- Na bojišti – [obsahuje i Lyrické intermezzo: František Sekanina]. Teplice: Severočeský dělník, 1899
- Dělnický zpěvník: sbírka nejstarších a nejpopulárnějších písní socialistických – uspořádal. Teplice: Antonín Machovec, 1899
- Nové písně – Teplice: vlastním nákladem, 1903
- Písně dělníka – Teplice: v. n., 1903
- Pole krvavá: severočeské motivy a jiné verše – Praha: Tiskové družstvo Českoslovanské strany sociálně demokratické (ČSDSD), 1904
- Na stráži: ballady a písně sociální – Praha: K. Springer, 1904

### Próza
- Svépomoc: hospodářsko-politická úvaha – Praha: Tomáš Josef Jaroušek, 1881
- Mráčky před bouří: drobné povídky a obrázky ze života dělnického – Most: Petr Cingr, 1893
- Z péra dělníkova: sociální obrázky – Praha: F. Bačkovský, 1893
- Ztracené existence – Ústí nad Labem: s. n., 1893
- V zápasech života: drobné povídky dělnické – Praha: F. Bačkovský, 1894
- Proletáři: sociální povídky – Praha: F. Bačkovský, 1895
- Kulturní boj a český katolický lid – 1913
- Mistr Jan Hus a české ženy – Praha: Tisková Liga, 1914
- Staré pověsti ze Středohoří a Podkrušnohoří – Ústí nad Labem: Otomar J. Bukač, 1923
- Obrázky z Deutschböhmen: Kresby starého menšináře – Praha: Antonín Svěcený, 1923 [3]
- Sláva a pád provincie Deutschböhmen: příspěvek k dějinám československé revoluce a německé protirevoluce na českém severu, Ústí nad Labem: O. J. Bukač, 1924 [4]
- Sto pověstí, bájí a příběhů severočeských – Praha: A. Svěcený, 1924
- Husitské bojiště "Na Běhání" u Ústí nad Labem – Ústí nad Labem: O. J. Bukač, 1924
- Zrcadlo Němcům: jakým loktem nám kulturu měřili ve starém Rakousku a jak sami chtějí míti naměřeno v Československu – Ústí nad Labem: O. J. Bukač, 1926
- Severočeští havíři: obrazy z bojů podzemních pariů – Moravská Ostrava: Časopis Na zdar, 1926
- Český sever ve hnutí dělnickém: příspěvek k dějinám ČSDSD – Praha: Antonín Svěcený, 1926
- Proboštov v minulosti a v přítomnosti: příspěvek k dějinám severočeské obce vůbec a českého dělnického hnutí zvláště – Proboštov: ČSDSD, 1927
- Severočeské národnostní pomezí: bilance germanisace a útisku českého lidu během půldruhého století – Teplice-Šanov: Naše domovina, 1927 [5]
- Josef Boleslav Pecka Strahovský: průkopník českého hnutí dělnického – Praha: A. Svěcený, 1928
- Franta Choura – tribun severočeských havířů: příspěvek k dějinám českého hnutí dělnického. Příbram: Naše obrana, 1929 [6]
- Tragedie Franty Choury, tribuna severočeských havířů a apoštola socialismu – Příbram: Naše Obrana 1929
- Krušné hory: vlastivědný sborník – František Cajthaml, Josef Tomek, Josef Smeták. Duchcov: Josef Fršlinek, 1930
- Požár v dolech příbramských dne 31. května 1892 – ilustroval K. Hojden. Příbram: Naše Obrana, 1932

## Ukázka z díla
STARÁ POHÁDKA

Tisíce let píseň slyšíme pěti:
že otce jednoho všichni jsme děti.

Co je nám potřebí, otec vždy vidí
a naše osudy přemoudře řídí.

Co roste, co dýše, moc jeho cítí,
v nádheře skvěje se i polní kvítí.

Ptáčeti píseň dal a volnost zlatou –
slunko nad palácem hřeje i chatou!

Chudým dal robotu, sedlákům líchu,
boháčům plný stůl, lenost a pýchu.

Tak láska bezměrná otcovsky měří –
kdo chce, ať té staré pohádce věří!
František CAJTHAML-LIBERTÉ, Nové písně, 1903